# Better Criminal
Better Criminal es una película estadounidense de acción y suspenso de 2016, dirigida por Ben Burke, que a su vez la escribió junto a Pedro Fernandez, en la fotografía estuvo Keelan Carothers y los protagonistas son Jordan Belfi, Tom Sizemore y Emilio Rivera, entre otros. Este largometraje fue producido por Torn and Restored Pictures, Levitation Films y EGA Productions; se estrenó el 3 de octubre de 2016.

## Sinopsis
Trata acerca de un policía que se ve forzado a trabajar para dos organizaciones de mafiosos en guerra, y a su vez es investigado por la propia fuerza de seguridad.